# Jess Mills
Jessica Rosemary Francis Mills, connue sous le pseudonyme de Jess Mills est une auteure-compositrice-interprète britannique connue pour  avoir collaboré avec des producteurs de musique électronique tel que Photek, Distance et Breakage.

## Biographie
Jess Mills a grandi à Kentish Town dans le nord de Londres. Elle est la fille de la politicienne Tessa Jowell et de l’avocat David Mills.
Durant ses études à l'Acland Burghley school elle rencontre Niomi McLean-Daley mieux connue sous le nom de Ms. Dynamite, elles deviennent amies et commencent à faire de la musique ensemble.
Après avoir été diplômée de l’université de Sussex, Jess Mills commence à travail dans un pub dans le but de financer sa musique. Après une série régulière de collaborations avec divers musiciens tout au long des années 2000, elle part en tournée avec Leftfield en 2010. Elle collaborera avec Breakage sur le morceau « Fighting Fire » qui se classera 34 du top en Angleterre.
Jess Mills sort son premier single « Vultures » le 10 avril 2011, ce premier single sera accompagné d’une reprise de « A Forest » de The Cure dont le chanteur avouera être un fan de la reprise proposée par Jess. Le 26 juin de la même année Jess sort son second single intitulé « Live for What You’d Die for » ce single sera également accompagné d’un titre inédit.
Elle commence à attirer l’attention de la presse et fera la première partie de la tournée d’Emeli Sandé, ainsi qu’un live en compagnie d’Annie Lenox et Katy B.
Le troisième single de la chanteuse sort le 27 janvier 2012 il s’agit de la chanson « Pixelated People » ce morceau tout comme les deux premiers singles sera accompagné d’une face B. Quelques mois plus tard un quatrième single « For My Sins » pointera le bout de son nez, la chanteuse annonce également la sortie pour 2014 de son premier album « Twist of Fate ».

## Discographie

### Albums
- 2013 : Twist of Fate (Annulé)
- 2019 : Solace

### EPs
- 2015 : SLO
- 2016 : Atone

### Singles
| Année | Titre                       | Classement | Album         |
| Année | Titre                       | UK         | Album         |
| ----- | --------------------------- | ---------- | ------------- |
| 2011  | "Vultures"                  | —          | Twist of Fate |
| 2011  | "Live For What I'd Die For" | —          | Twist of Fate |
| 2012  | "Pixelated People"          | —          | Twist of Fate |
| 2012  | "For My Sins"               | —          | Twist of Fate |
| 2013  | "Sweet Love"                | —          | -             |
| 2019  | "Temporary Madness"         | —          | Solace        |
| 2019  | "Coals"                     | —          | Solace        |

### Collaborations
| Année | Titre                                            | Classement | Album                |
| Année | Titre                                            | UK         | Album                |
| ----- | ------------------------------------------------ | ---------- | -------------------- |
| 2011  | "Fighting Fire" (Breakage feat. Jess Mills)      | 34         | -                    |
| 2012  | "Somebody to Love" (Jack Beats feat. Jess Mills) | —          | -                    |
| 2013  | "Storm" (Phaeleh feat. Jess Mills)               | —          | Tides                |
| 2015  | "Bad Blood" (Breakage feat. SLO)                 | —          | When the Night Comes |
| 2017  | "Ordinary Madness" (Joe Goddard feat. SLO)       | —          | Electric Lines       |
| 2017  | "Music Is the Answer" (Joe Goddard feat. SLO)    | —          | Electric Lines       |